# Red Velvet
Red Velvet (hangul: 레드벨벳) är en sydkoreansk tjejgrupp bildad år 2014 av SM Entertainment. Gruppen debuterade den 1 augusti 2014, med sin digitala singel "Happiness" och med fem medlemmar: Irene, Seulgi, Wendy, Joy och Yeri.  
I mars 2015 fick Red Velvet en femte medlem, Yeri. Gruppens första EP, Ice Cream Cake, låg etta på Gaons albumlista i början av 2015. Även gruppens fullängdsskiva, The Red (2015), och skivorna The Velvet och Russian Roulette (båda utgivna 2016) samt Rookie (2017 ) nådde en förstaplats på listan. The Red, Rookie och The Red Summer (2017) låg också etta på listan Billboard World Albums.

## Medlemmar
| Artistnamn   | Artistnamn | Födelsenamn    | Födelsenamn | Födelsedatum     | Medlemstid |
| Romanisering | Hangul     | Romanisering   | Hangul      | Födelsedatum     | Medlemstid |
| ------------ | ---------- | -------------- | ----------- | ---------------- | ---------- |
| Irene        | 아이린     | Bae Joo-hyun   | 배주현      | 29 mars 1991     | 2014–      |
| Seulgi       | 슬기       | Kang Seul-gi   | 강슬기      | 10 februari 1994 | 2014–      |
| Wendy        | 웬디       | Son Seung-wan  | 손승완      | 21 februari 1994 | 2014–      |
| Joy          | 조이       | Park Soo-young | 박수영      | 3 september 1996 | 2014–      |
| Yeri         | 예리       | Kim Ye-rim     | 김예림      | 5 mars 1999      | 2014–      |

## Diskografi

### Album
| Albuminformation                                               | Topplacering          | Topplacering   |
| Albuminformation                                               | Sydkorea (Gaon Chart) | Japan (Oricon) |
| -------------------------------------------------------------- | --------------------- | -------------- |
| Ice Cream Cake (EP-skiva) - Släppt: 18 mars 2015               | 1                     | 76             |
| The Red (Studioalbum) - Släppt: 9 september 2015               | 1                     | 47             |
| The Velvet (EP-skiva) - Släppt: 17 mars 2016                   | 1                     | 75             |
| Russian Roulette (EP-skiva) - Släppt: 7 september 2016         | 1                     | 40             |
| Rookie (EP-skiva) - Släppt: 1 februari 2017                    | 1                     | 43             |
| The Red Summer (EP-skiva) - Släppt: 10 juli 2017               | 1                     | 27             |
| Perfect Velvet (studioalbum) - Släppt: 17 november 2017        | 2                     | 95             |
| The Perfect Red Velvet (Studioalbum) - Släppt: 29 januari 2018 | 1                     | 87             |
| #Cookie jar (EP-skiva) - Släppt: 4 juni 2018                   | —                     | 3              |
| Summer magic (EP-skiva) - Släppt: 6 augusti 2018               | 1                     | 12             |
| RBB (Really Bad Boy) (EP-skiva) - Släppt: 30 november 2018     | 3                     | 33             |

### Singlar
| År   | Titel                  | Topplacering          | Topplacering   |
| År   | Titel                  | Sydkorea (Gaon Chart) | Japan (Oricon) |
| ---- | ---------------------- | --------------------- | -------------- |
| 2014 | "Happiness"            | 5                     | —              |
| 2014 | "Be Natural"           | 33                    | —              |
| 2015 | "Automatic"            | 32                    | —              |
| 2015 | "Ice Cream Cake"       | 4                     | —              |
| 2015 | "Dumb Dumb"            | 2                     | —              |
| 2015 | "Wish Tree"            | 33                    | —              |
| 2016 | "One of These Nights"  | 10                    | —              |
| 2016 | "Russian Roulette"     | 2                     | —              |
| 2017 | "Rookie"               | 3                     | —              |
| 2017 | "Would U"              | 13                    | —              |
| 2017 | "Red Flavor"           | 1                     | 25             |
| 2017 | "Rebirth"              | 78                    | —              |
| 2017 | "Peek-a-Boo"           | 2                     | 36             |
| 2018 | "Bad Boy"              | 2                     | 49             |
| 2018 | "#Cookie jar"          | —                     | 3              |
| 2018 | "Power up"             | 1                     |                |
| 2018 | "RBB (Really Bad Boy)" | 10                    |                |
| 2019 | "Sappy"                |                       |                |